# Mistrovství světa v judu 1995
XVIII. mistrovství světa v judu se konalo v Makuhari Messe v Čibě ve dnech 28. září - 1. října 1995.

## Program
- ČTV - 28.09.1995 - těžká váha (+95 kg, +72 kg) a polotěžká váha (−95 kg, −72 kg)
- PAT - 29.09.1995 - střední váha (−86 kg, −66 kg) a polostřední váha (−78 kg, −61 kg)
- SOB - 30.09.1995 - lehká váha (−71 kg, −56 kg) a pololehká váha (−65 kg, −52 kg)
- NED - 01.10.1995 - superlehká váha (−60 kg, −48 kg) a bez rozdílu vah

## Výsledky

### Muži
| Kategorie | Zlato                  | Stříbro                  | Bronz                 | Bronz                      |
| --------- | ---------------------- | ------------------------ | --------------------- | -------------------------- |
| −60 kg    | Nikolaj Ožogin (RUS)   | Giorgi Vazagašvili (GEO) | Natik Bagirov (BLR)   | Rjúdži Sonoda (JPN)        |
| −65 kg    | Udo Quellmalz (GER)    | Jukimasa Nakamura (JPN)  | Bektaş Demirel (TUR)  | Kim Te-ik (KOR)            |
| −71 kg    | Daisuke Hidešima (JPN) | Kwak Te-song (KOR)       | Jimmy Pedro (USA)     | Diego Brambilla (ITA)      |
| −78 kg    | Tošihiko Koga (JPN)    | Oren Smadža (ISR)        | Patrick Reiter (AUT)  | Djamel Bouras (FRA)        |
| −86 kg    | Čon Ki-jong (KOR)      | Hidehiko Jošida (JPN)    | Oleg Malcev (RUS)     | Nicolas Gill (CAN)         |
| −95 kg    | Paweł Nastula (POL)    | Dmitrij Sergejev (RUS)   | Šigeru Okaizumi (JPN) | Stéphane Traineau (FRA)    |
| +95 kg    | David Douillet (FRA)   | Frank Möller (GER)       | Naoja Ogawa (JPN)     | Davit Chachaleišvili (GEO) |

### Ženy
| Kategorie | Zlato                         | Stříbro                   | Bronz                      | Bronz                       |
| --------- | ----------------------------- | ------------------------- | -------------------------- | --------------------------- |
| −48 kg    | Rjóko Tamuraová (JPN)         | Li Aj-jüe (CHN)           | Amarilis Savónová (CUB)    | Małgorzata Roszkowská (POL) |
| −52 kg    | Marie-Claire Restouxová (FRA) | Carolina Marianiová (ARG) | Legna Verdeciaová (CUB)    | Sharon Rendleová (GBR)      |
| −56 kg    | Driulis Gonzálezová (CUB)     | Čong Son-jong (KOR)       | Danielle Zangrandová (BRA) | Filipa Cavalleriová (POR)   |
| −61 kg    | Čong Song-suk (KOR)           | Jenny Galová (NED)        | Gella Vandecaveyeová (BEL) | Catherine Fleuryová (FRA)   |
| −66 kg    | Čo Min-son (KOR)              | Odalis Revéová (CUB)      | Aneta Szczepańská (POL)    | Liliko Ogasawaraová (USA)   |
| −72 kg    | Diadenis Lunaová (CUB)        | Ulla Werbroucková (BEL)   | Jóko Tanabe (JPN)          | Teťana Běljajevová (UKR)    |
| +72 kg    | Angelique Serieseová (NED)    | Čang Jing (CHN)           | Son Hjon-mi (KOR)          | Daima Beltránová (CUB)      |